# Kreispflegeanstalt Krautheim
Die Kreispflegeanstalt Krautheim war eine Einrichtung am Burgweg 2 in Krautheim im heutigen Hohenlohekreis. Auch heute befindet sich hier noch ein Seniorenheim.

## Geschichte
Die Kreispflegeanstalt und die Landesarmenanstalt des Kreises Mosbach bestanden seit 1875.

### Zeit des Nationalsozialismus
In den Jahren 1940 und 1941 wurden im Rahmen der Aktion T4 aus Krautheim 56 kranke und behinderte Heimbewohner deportiert. 52 Patienten wurden in den Vernichtungsanstalten Grafeneck und Hadamar ermordet, zwei weitere in Zwiefalten; nur zwei Heimbewohner überlebten.
Allein am 17. Oktober 1940 wurden 50 Heimbewohner nach Grafeneck deportiert.
Harald Jenner berichtete am 23. März 2017 im Johannitersaal in Krautheim über seine Untersuchungen zusammen mit Dietmar Schulze, denen die Forschungen von Hans-Werner Scheuing vorausgegangen waren. Ziel ist es, alle Opfer namentlich benennen zu können.

### Nachkriegszeit
1948 verfügte die Heil- und Pflegeanstalt Krautheim über 168 Betten.
1999 entstanden nach umfangreichen Abriss-, Neu- und Umbauarbeiten ein Kreisaltenheim des Hohenlohekreises sowie der kommunale Kindergarten der Stadt.